# Vacoas-Phoenix
Vacoas-Phoenix is een Mauritiaanse stad in het district Plaines Wilhelms. De stad ligt tussen Curepipe en Quatre Bornes op de westelijke heuvels van het eiland en op ongeveer 15 km van de hoofdstad Port Louis. Vacoas-Phoenix hoort tot de 5 grootste steden van het land en telt 103.000 inwoners. Het is de meest uitgestrekte gemeente van het eiland. Het werd in 1956 verheven tot stad, toen de plaatsen Vacoas en Phoenix werden samengevoegd. In 1968 kreeg de plaats de status van volwaardige gemeente.